# Битка при Пидна
 Тази статия е за Битка при Пидна през 168 г. пр. Хр..  За битката със същото име през 148 г. пр. Хр. вижте Битка при Пидна (148 пр.н.е.).  
Битката при Пидна (Pydna) се провежда на 22 юни 168 г. пр. Хр., между силите на Римската република водени от консула Луций Емилий Павел и македоните на цар Персей близо до Пидна в Гърция. Завършва с победа на Рим. Тя води до края на македонската династия на Антигонидите и е важна стъпка в разширяването на римското господство в източното Средиземноморие. Счита се като класически пример за нареждането на македонската фаланга и римските легиони, при което се показва слабата точка на фалангата.

## Предистория
Трета македонска война започва през 171 г. пр. Хр. Войната е породена от опитите на македонския цар Персей да се освободи от политическите и военните ограничения, наложени на страната му след поражението в предишната война с римляните (197 г. пр. Хр.), и да възстанови господството на Македония над Гърция. През 179 г. пр. Хр. цар Филип V умира и неговият амбициозен син Персей се качва на трона. Той се жени за Лаодика, дъщеря на Селевк IV Филопатор и увеличава размера на армията си. Също така сключва съюз с Епир и няколко племена от Илирия и Тракия. Има и тракийски племена, които са в съюз с Рим, като цар Аброполис владетел на сапеите. Персей възобновява връзките с някои от Гръцките полиси. Царя обявява, че ще проведе реформи в Гърция и ще върне старата слава и просперитет. Владетеля на Пергамон Евмен II, който мрази Македония, обвинява Персей в опит за нарушаване на условията при които е сключен мир с римляните. Тревогата от съотношението на силите в Гърция и страхът, че македонския цар ще унищожи римският политически контрол над гръцките полиси и ще се опита да върне македонската власт, принуждава римляните да обявяват война на Македония. По това време Македония е по-добре в материалните условия за една война, но Персей вместо да действа, приема защитна стратегия в очакване на атака на противника си. Той печели първата битка при Калиник срещу римската армия водена от Публий Лициний Крас. Вместо да се възползва от факта, че римската армия никога не е била толкова объркана, деморализирана и недисциплинирана и да нанасе решителен удар, Персей се връща към защитната си тактика и предлага сключване на мир с римляните, но те отказват. Заради проблемите с дисциплината и некадърността си, римските командири не могат да намерят начин за успешно нахлуване в Македония.
През 169 г. пр. Хр. консула Квинт Марций Филип преминава през пл. Олимп и навлиза в Македония. Но армията му е твърде изморена от прехода и останали без провизии, решават да се откажат от битка и отстъпват. Дисциплината и редът в римската армия в Гърция са под всякаква критика; корупцията, кражбите и издевателствата над мирното население растели, което настроило съюзните на Рим полиси в полза на Персей. Персей се опитва да спечели на своя страна Евмен II и цар Антиох IV Епифан, но без успех. Все пак успява да получи подкрепа и съюзна помощ от царя на тракийското Одриско царство Котис II и купи подкрепата на царя на Илирия, Гентий.

## Луций Емилий Павел
В Рим сенатът най-накрая разбрал, че нещата не бива да продължават така и през 168 г. пр.н.е. изпраща в Гърция Луций Емилий Павел – той е превъзходен пълководец от старата школа, строг към себе си и околните, въпреки 60-те си години бил с бистър ум и здрав физически, един от малкото неподкупни римски държавници,-и един от консулите на годината. Павел затяга дисциплината във войската, издва нови заповеди за придвижване и сигнализация по време на бой, сменя ненадеждните центуриони и трибуни. След известно време Павел предприема настъпление и македонците са отблъснати към Пидна.
За да изкара Персей от позицията му Павел праща малка сила от 8 200 пехотинци и 120 конника под командването на Публий Корнелий Сципион Назика Коркул, маневра с която се надява да убеди Персей, че ще предприеме преминаване през реката с цел обкръжаване на македонците. В действителност през нощта римските силите минават през планината на запад от римската и македонската армии. Римляните стигат до Питиум (Pithium), после завиват на североизток, за да атакуват македонците в тил. Персей обаче е предупреден за маневрата от римски дезертьор и изпраща един от командирите си на име Милон (Milo) с 12 000 войника да блокират римляните. Последвалия сблъсък между силите Милон и Публий Коркул Сципион завършва с безредно бягство на македонците към основната им армия. След това Персей се премества на север и взима позиция близо до Катерини, селище на юг от Пидна, на терен много удобен за фалангите му.
Павел чака Сципион да се присъедини към главните римски сили, а Персей разполага армията си в очакване силите на Сципион, които да го атакуват от юг. Всъщност римските войски са на запад и когато започват да напредват заварват македонската армия напълно разгърната, но обърната на юг. Вместо да започне битка с изморените си от похода войски, Павел предпочита да вдигне лагер на запад. Персей обаче не се възползва от това, че противникът строи лагер под носа му и очевидно е „по-изморен“ от римските войници. В нощта преди битката на 21 юни има лунно затъмнение, което се приело от македонците като лошо знамение и всяло страх в сърцата им. Според Плутарх те го изтълкували като знак за смърт на един цар.
Римляните запалили факли и клони, за да извикат светлината обратно. В римската армия трибунът Гай Сулпиций Гал, който има познания по астрономия, предупреждава и обяснява на войниците този феномен, за да не бъде изтълкуван от тях като неблагоприятно предзнаменование.
Емилий познава феномена и като вярващ човек, веднага дал в жертва 12 кобили. Рано сутринта дал жертва от 20 крави на Херкулес. И двата пъти не се дал добър знак. Едва на 21-ви се прочело, че той ще победи, ако се бие дефензивно.
Битката започва в следобеда на следващия ден 22 юни. Точната причина за началото на битката се различават: според Тит Ливий битката е провокирана от траките, заради побягнал римски кон в лагера на македонците. Според Плутарх конят е тактика на Павел, който чакал до по-късно през деня, когато слънцето няма да свети в очите на войниците му, след което пуснал коня за да сигнализира началото на атаката. По вероятно е някой от римските разузнавачи да се е приближил прекалено близо и да е бил атакуван от траките в армията на Персей.

## Битка
Римляните имат 38 хил. души, от които 33,4 хил. пехота включващи два легиона. Македонците имат 44 хил. войника, от които 21 хил. във формация фаланга. Кавалерията е приблизително еднаква по 4000 души за всяка страна. Двете армии са изготвени по обичайния си начин. Римляните позиционират двата легиона в средата, със съюзническите латински, италиански и гръцки пехотинци по фланговете. Кавалерията е поставена по крилата, като на дясното римско крило има и 22 бойни слона. Фалангата взима позиция в центъра на македонската линия с 3 000 души елитна гвардия (агема), които се биели с позлатени оръжия и са облечени в червено, поставени от ляво на фалангата. Леките пелтасти, наемниците и тракийската пехота са на фланговете на фалангата, докато македонската кавалерия е подредена по двата фланга. Най-силният контингент се намирал на македонското дясно крило, където Персей командвал тежката кавалерия (включително неговия елитен „Свещен ескадрон“) и кавалерията от тракийците одриси.
Двата центъра се сблъскват около 15:00 часа с настъпването на македонците към римляните близо до лагера им. Павел по-късно признава, че видът на фалангата устремена към него с насочени копия (сариси), го изпълнил с тревога и удивление. Римляните се опитват да чупят копията на врага или да им режат остриетата, но без особен успех. Невъзможността да преминат през гората от копия, кара римляните да започнат планирано отстъпление към неравен терен.
Тъй като фалангата се движи напред, земята под краката на формацията започнала да става неравна с приближаването на планината. Линиите на фалангата започват да губят своята сплотеност заради терена. Павел наредил на легионерите си да използват пролуките, зейнали в редиците на македонците и да атакуват фалангитите по слабите им места. В близък бой македонците, с малкия си щит, къс меч (малко по-дълъг от нож) и ленени доспехи нямали никакви шансове срещу защитените от голям щит (скутум) и плетена ризница легионери, снабдени при това с чудесно оръжие за нанасяне на пробождащи удари – римски меч (гладиус). Скоро легионерите са подкрепени от римския десен фланг, успял да разпръсне по-слабия македонски ляв фланг. Плутарх разказва че на левия фланг на Персей участвали и тракийски военни части командвани от одриския цар Котис IV (Полибий казва за Котис, че се отличавал с външен вид и че е свиреп воин. За разлика от останалите тракийци бил трезвен, благороден и благоразумен човек ) и синът му Битюс срещу Луций Крас. Зетя на Емилий Павел – Публий Емилий Назика се уплашил от настъпващите тракийци които били облечени в черни хитони и носели метални брони като на дясното рамо поклащали тежките си мечове ромфеи, a римската пехота загубила битката срещу тракийската. Били пленени римски войници и офицери. В плен на римляните паднал Битюс сина на одриския цар Котис (след края на войната Котис отива лично в Рим и е изслушан от сената, като са договорени размяната на пленниците от двете страни. Тракийския цар връща пленените римски войници и офицери, а римляните върнали сина му Битюс като били установени официални отношения, а Котис е признат като цар на тракийската държава.)
Виждайки неблагоприятния развой на битката по другите флангове, Персей побягва с кавалерията от македонския десен фланг. Според Плутарх, кавалерията на Персей така и не взима участие в боя, а също така по-късно и царят, и кавалерията са обвинени в малодушие от оцелелите македонски пехотинци. Посидоний твърди, че македонският цар е ранен от хвърлено римско копие и е закаран в град Пидна още в началото на битката. В крайна сметка цялата елита гвардия, състояща се от 3000 души е унищожена, общо 32 хил. са убитите или пленени македонци. Битката е продължила около час, но според Плутарх, на другия ден реката била почервеняла от кръв.
Битката често се разглежда като победа на подвижния и дисциплиниран римски легион срещу бавната фаланга. Въпреки това има твърдения, че загубата всъщност се дължи на грешки в командването на македонския цар и неизползването на придружаващата го елитна кавалерия (хетайри) в битката. Битката при Пидна вероятно е единствената удостоверена историческа битка, в която римските манипули успешно пробиват македонска фаланга с фронтална атака.
Фронтин описва различен завършек на битката. Според него македонската фаланга не е загубила своята сплотеност докато преследвала римляните по тежкия терен. Когато Павел видял, че дори и тази военна хитрост не е в състояние да разстрои линиите на Персей, той наредил на конниците от левия си фланг да препуснат пред фалангата с вдигнати щитове. В резултат на сблъсъка между щитовете на римляните и копията на македоните, върховете на сарисите се счупили, карайки обезоръжените македони да побягнат.

## Последици
Това не е последното сражение между двете страни, но тази битка „пречупва гръбнака“ на македонската сила. Персей бяга с някои свои привърженици и 6000 таланта злато, но по-късно се предава на Павел и окован във вериги участва при триумфа му в Рим (след завръщането му в Рим, сенатът в чест на победата награждава Луций Емилий Павел с прозвището „Македоник“). След триумфа Персей е хвърлен в затвора в Алба на Лаго Фучино, където умира след няколко години.
Политическите последици от тази битка са тежки. По решение на сената се извършва депортиране на всички висши македонски царски чиновници. Македонското царството се разделя на четири републики, на които са наложени тежки ограничения спрямо общуване и изграждане на търговски връзки помежду им и с останалата част от Гърция. Много от македонските жители са поробени и изпратени в Рим (около 150 000 души), земята е заселена с римски колонисти (главно бивши легионери) и със съюзници на Рим. Има безмилостна чистка на настроените против Рим граждани, които са изгонени от страната (около 300 хил. души). През 167 г. пр. Хр. Павел получава заповед да атакува Епир, в резултат са поробени 15 хил. епирци. Това става въпреки факта, че Епир не помага на Персей във войната. Битката при Пидна и политическите последици бележат края на македонската независимост, въпреки че до формалното анексиране остават още няколко години.